# Pià
Pià ([pi'a], en francès Pia) és el poble cap del comú del mateix nom, de 8.284 habitants, de la comarca del Rosselló, a la Catalunya del Nord. És just al sud de l'Aglí i al nord del Tet, al nord-est de Perpinyà, al nord de Bonpàs i al sud-est de Clairà, a la zona nord-oriental de la comarca, relativament a prop de la Mar Mediterrània. És a ponent de la sub-comarca de la Salanca, a la qual pertany, a la plana existent entre els rius esmentats. Els seus habitants són dits els pianencs. La dita diu: «A Pià, tenien un burro, i el van matar».
Els diferents estudiosos que han tractat aquest topònim, registrat al segle x com Apianum, coincideixen en el mateix origen: és un derivat de l'antropònim llatí Apius, per la qual cosa indica que el seu origen es troba en la colonització romana. Apareix el 1172 com a Apian, escrit Apianum el 901, Apia el 1154 (Repertori toponímic de Pere Ponsich, 1980, 51).

## Geografia

Situació de la comuna de Pià en el Rosselló

El terme comunal de Pià, d'una extensió de 131.800 hectàrees, està situat a la dreta de l'Aglí i no gaire lluny de la riba de l'esquerra del Tet. De fet, l'Aglí marca tot el límit nord del terme pianenc. El torrent de la Llavanera, que després de deixar enrere la població es transforma en el rec de la Bassa de Pià, és l'altre curs d'aigua important del terme.
Semblantment al terme de Clairà, el de Pià ofereix un sector de ponent més elevat, que forma part de la terrassa mitjana del Tet, mentre que cap a llevant el territori hi ha dues terrasses més baixes: al nord, una terrassa baixa de l'Aglí, i al sud, una del Tet. A la zona de ponent, més alta, propera a la carretera N-9 i a l'autopista La Catalana, en terres del Mas d'en Garriga i més cap al sud. en direcció a l'Alt Vernet, s'ha instal·la una ampla zona d'activitats comercials i industrials, magatzems i dipòsits. Es tracta de l'Àrea de Perpinyà-Clairà, que arriba fins a l'àrea de repòs de Pià de l'autopista.
Termes municipals limítrofs:
| Ribesaltes |          | Clairà |
| Ribesaltes |          | Clairà |
| Perpinyà   | Perpinyà | Bonpàs |

### El poble de Pià

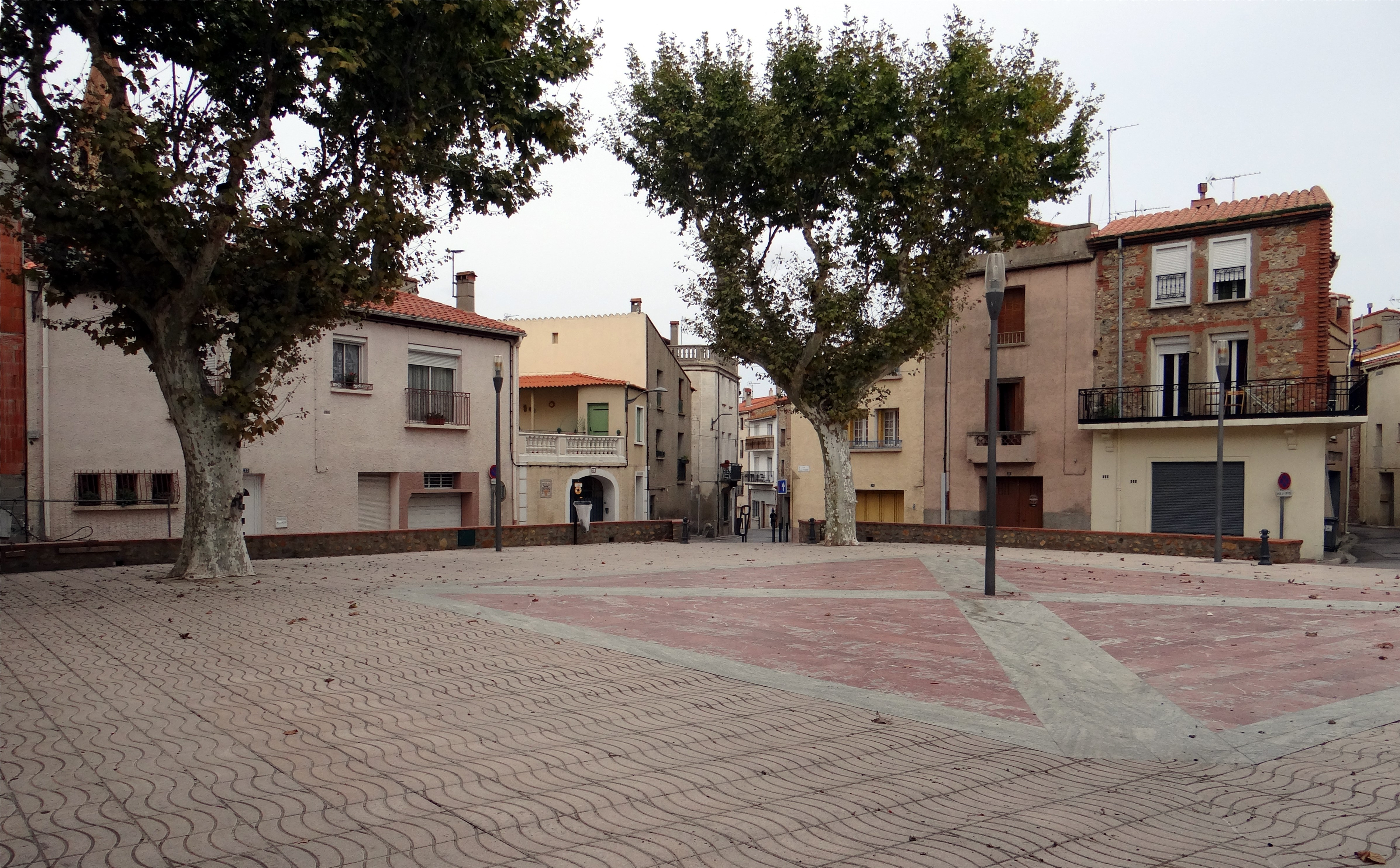
La Plaça Nova de Pià

Pià nasqué a l'entorn de l'església parroquial de Sant Quirc, o Sant Quirze, i Santa Julita, i del Castell de Pià. Encara avui dia l'estructura del poble vell obeeix a l'estructura d'una cellera, més tard vila murada, a l'entorn d'un turonet coronat per l'església i el castell. Es conserven bastants vestigis, de la vila fortificada. Un dels elements perduts del nucli vell del poble de Pià és el Molí d'en Villerac.
El poble modern s'ha estès a la plana de l'entorn del poble.

### Santuari de la Salut
Situat al nord-oest del poble, el Santuari de la Salut és l'antiga església de Sant Sadurní d'Hortolanes, citada ja el 961.

### Tàpia
Es tracta d'un lloc del terme de Pià avui dia desaparegut. Era situat prop de Peracalç, està documentat des del 956. Pertanyia a la parròquia de Sant Sadurní d'Hortolanes.

### Les masies del terme
Tot i el creixement urbanístic del poble cap al sud i l'est, Pià conserva uns quants dels seus masos històrics: el Bosc d'en Piquer, o Mas del Bosc d'en Piquer, el Casot, o Casot de la Sandra, o Casot Guibaud, el Mas Baranda, el Mas Clerc, el Mas Cremat, o Mas Tantín, el Mas de les Pistatxes, el Mas Manyà, el Mas Minyona, el Mas Pavillon, el Mas Petit, el Mas Roche i el Mas Sisquella.

### Hidrografia
El límit nord del terme de Pià està constituït pel curs de l'Aglí, únic riu, de fet, que toca el terme de Pià. També hi ha el torrent de la Llavanera, la part final del qual s'ha comvertit en rec (el rec de la Llavanera), i la resta de cursos d'aigua són canals de drenatge (Agulla del Crest, les dues Agulla Cabdal, la Bassa, o Bassa de Pià, o Bassa Sagarriga i el Rec de Vernet i de Pià) o d'irrigació (Agulla dels Molins).
Es conserven diversos ponts i passos, damunt d'aquests cursos d'aigua, com el Pont Nou i el Pont Trencat, o el Pas de Sant Jaume, o Pas de l'Aglí, i el Pas de Sant Pere.

### El terme comunal
Malgrat la pèrdua per a l'agricultura de quasi tot el terç sud-occidental del terme, Pià conserva un bon nombre de topònims de les seves partides agrícoles, camps de conreu i altres noms de lloc de tota mena. Així, es conserven en el seu terme els topònims d'Agulla de Paretstortes, els Aiguarols, les Amoreres, la Barrera, les Basses, Bordigols, el Bosc d'en Llau, la Callastra, Camí de Clairà, Camí de les Carretes, Camí de les Vinyes, Camí de Perpinyà, Camí de Santa Anna, Camí de Sant Pere, o el Pla de Sant Pere, el Camí Petit, la Capella, o la Salut, el Casot, o el Casot Guibaud, el Crest, el Crest d'Amunt, la Creu de la Llegua, els Estanyols, el Farrigolar, la Feixeta, la Femna Morta, la Ficel·la, els Fumarassos, el Garrofer, els Gorgs, la Guardiola, les Hortolanes, el Jaç, el Joncàs, els Jueus, la Llavanera, el Molí Roc, les Montinyes, les Nogueres, la Palanqueta, la Paret Blanca, el Pas de Sant Jaume, Patau, la Picassa, les Pistatxes, el Pla, el Pla de Sant Jaume, el Pla de Sant Miquel, el Pont Trencat, els Quatre Camins dels Aiguarols, Sant Jaume, els Sarguers, o els Sarguins, el Secost, la Solsora, el Terme de Baix, la Travessa de Ribesaltes, l'Ull d'en Noguet, o la Devesa i el Vegueriu, o Terme del Vegueriu. Alguns són ja noms antics, desapareguts en l'ús comú de les darreres generacions, com Agulla d'en Salses i d'en Castell, l'Aigua d'Àpit, el Bogater, el Bosc del Camí de Clairà, el Bosc Gros, la Caga Regila, Camí de la Palanqueta, Camí de Llavanera, Camí del Pas d'en Polit, Camí dels Estanyols, la Colometa, Còrrec d'en Roerga, la Garrotxa, la Mitja Aiminada, Pedreguer de Gonella, el Pont de la Bassa i Sant Miquel. Un topònim sorgit els darrers anys és el d'Àrea de Pià, a l'autopista La Catalana.
Alguns d'aquests noms de lloc estan directament relacionats amb camps, prats, vinyes, etcètera: el Camp del Cavall, el Camp de les Puces, el Camp Gran, abans Camp Gran del Camí de les Jonques, l'Horta d'Amunt, la Mifarena, abans Camp de la Mifarena, el Noguer, abans Camp del Noguer de la Porcella, el Prat dels Conills, abans Camp de les Conilles i el Regatiu. Molts són terres de conreu ja desaparegudes per les modernes urbanitzacions, polígons i vies de comunicació: Camp de Dessús el Camí Nou, Camp de la Barrera, Camp de la Cogula, Camp de la Colomina, Camp de la Gran, Camp de l'Agulla de Paretstortes, Camp de la Llavanera, Camp de la Mare de Déu de la Callastre, Camp de la Mare de la Salut, Camp de l'Aspre, Camp de la Travessa del Camí de Clairà, Camp de la Saüc, Camp del Bordigol, Camp del Camí de Clairà, Camp del Camí de Ribesaltes (n'hi ha dos), Camp del Camí de Sant Pere (també n'hi ha dos), Camp del Camí Nou, Camp del Camí Vell de Salses, Camp de l'Era (dos de diferents), Camp de les Abones, Camp de les Arces, Camp de les Montinyes (dos), Camp de les Pinces, Camp del Llop, Camp del Molí, Camp del Parc, Camp del Prat, Camp del Pas de Sant Pere, Camp del Salarié, Camp dels Estanyols, Camp dels Llorers, Camp del Pont de la Bassa, Camp de Madama, Camp d'en Perot, Camp d'en Tomàs, Camp de Sant Miquel (dos), Camp de Sant Pere, Campet del Bosc Petit, Camp Petit del Bosc, Camp Petit del Camí de Clairà, Camp Petit del Camí de Sant Pere, la Colomina, Colomina de la Llavanera, l'Era de la Callastra, el Forner, o Camp del Forner, el Mallol d'en Terrats, el Mallol Gros, l'Olivador, Oliveda de la Vella, Oliveda de Sant Sadurní, Oliveda Gran, Oliveda Mitjana, Oliveda Petita, l'Oratori, la Plançonada del Camí Vell, la Plançonada del Camí Vell de Salses, la Plançonada Llarga, el Pradet de la Bassa, els Pradets de les Basses, el Prat, les Rescloses de la Bassa, o Camp de les Rescloses de la Bassa, els Tamarius, o Camp dels Tamarius, les Userdes del Bosc Gros, la Vinya Arrencada d'Hortolanes, la Vinya de Villerac, la Vinya d'Hortolanes, la Vinya Petita, la Vinyassa i la Vinya Vella d'Hortolanes.

## Transports

### Vies de comunicació antigues
Tot i que la Via Domícia descorria per més a llevant del poble, una altra via important travessava el terme de Pià: el Camí de Carlemany, o Carrera de Carles Magne. Al sud del gran centre comercial actual, però a l'altra banda del riu, era el lloc on aquesta via travessava l'Aglí. A la riba dreta del riu, al nord de la capella de la Salut i al lloc conegut com la Femna Morta, s'havien trobat restes d'obra d'època romana a nivell de l'aigua que podria correspondre a un gual o a un pont; a prop, el segle xix encara es podia veure una construcció feta de maons, que, juntament amb el camí i el gual, estan documentats en època medieval.

### Carreteres
Travessen el sector nord-oest del terme o oest, però sense enllaç directe amb el poble de Pià, l'autovia D-900 (antiga RN-9, del terme de Salses al Coll del Pertús), l'autopista E-15 (Inverness, Escòcia - Algesires, Andalusia), la Catalana, i la carretera departamental D-88 (Perpinyà - D-900, a Perpinyà).
Fora d'aquestes dues grans carreteres, passen per Pià la carretera D-12 i la D-76; a més, la D-1 frega el terme a l'est, i n'esdevé el límit municipal amb Bonpàs.
- La D - 12 (Límit del departament, a Vingrau - Santa Maria Platja) connecta Pià amb els pobles de Vingrau (23,3 km) i Ribesaltes (5,3 km), a l'oest, i Bonpàs (2,5 km), Vilallonga de la Salanca (7,3km), Santa Maria la Mar (10,3) i Santa Maria Platja (11,5), a l'est.
- La D - 76 (El Vernet, Perpinyà - Pià) uneix Pià amb la capital del Rosselló, en el seu barri del Vernet, concretament a l'Alt Vernet (2,5 km). Surt de Pià cap a l'oest.
- La D - 1 (El Vernet, Perpinyà - Sant Llorenç de la Salanca) passa per Pià procedint de Sant Llorenç de la Salanca (6 km), Clairà (4 km) i Bonpàs (1 km), al nord-est, i se'n va tot seguit cap al sud-oest, per menar a l'Alt Vernet (2,5 km), de Perpinyà.

### Transport públic
Pià està connectat amb l'exterior a través de la línia 135 del servei Le bus à 1 € de la xarxa departamental d'autobusos de línia. La línia uneix Salses, Clairà, Pià i Perpinyà. Per aquesta línia, Salses és a 40 minuts de Pià; Clairà, a 20, i Perpìnyà a 20, també. Aquesta línia ofereix servei de dilluns a dissabte amb 9 serveis diaris en cada direcció (5 al matí i 4 a la tarda).

### Camins del terme
Com s'esdevé a tots els pobles del Rosselló, la xarxa de camins de Pià es pot dividir entre aquells que menen a fora del terme i enllacen amb els pobles veïns i aquells que són interns del terme comunal. Entre els primers hi ha els camins asfaltats, esdevinguts carreteres (rutes, al Rosselló) i aquells que, estiguin asfaltats o no, conserven el nom de camins. Així, trobem la Ruta del Vernet (de Bonpàs), la Ruta de Narbona, la Ruta de Perpinyà, la Ruta de Perpinyà (de Clairà), que corresponen a les carreteres departamentals, a més de l'autopista anomenada La Catalana. Els camins, sempre parlant dels que menen fora del terme comunal, són el Camí de Bonpàs, el Camí de Carlemany (antiga Via Domitia), el Camí de Clairà, el Camí de la Salanca, o de Ribesaltes a la Salanca, el Camí de Paretstortes, el Camí de Ribesaltes, o de Ribesaltes a la Salut, el Camí de Salses, el Camí de Santa Anna, o de Perpinyà, el Camí de Torrelles, un segon Camí de Torrelles, o Travessa de Clairà, el Camí Vell de Pià a Bonpàs i la Travessa de Ribesaltes.
Entre els camins d'abast local es troben el Camí de Ferro de Baixàs i Ribesaltes a Pià (antiga via de tren esdevingut camí d'interès local), el Camí de la Capella, el Camí de la Granja, el Camí de la Guardiola, el Camí de la Poudrière, el Camí de la Solsora, el Camí de les Atzavares al Crest, el Camí de les Carretes, el Camí de les Nogueres, el Camí de l'Estany Llong, el Camí de les Vinyes, el Camí del Garrofer, el Camí de l'Hort d'en Baget, o de les Vinyes (un altre), el Camí del Pla de Sant Miquel, el Camí del Pont Trencat, el Camí dels Estanyols, el Camí dels Horts, el Camí de Sant Jaume, el Camí de Sant Pere, el Camí d'Hortolanes, el Camí Petit, els Jueus, o Camí dels Jueus, i el Mataburros, o Camí de Ferro del Barcarès, antiga via de tren esdevinguda camí d'interès local.

## Història

### Història Antiga
En el terme de Pià, com a molts altres llocs del Rosselló, l'antiguitat romana ha deixat nombrosos vestigis, de vegades molt esparsos. Així, en van aparèixer a la Llavanera, al nord del terme, a la Palanqueta, als Estanyols, al sud-est del terme i del poble, on a part de la terrissa habitual en tots els jaciments, va sortir-ne de púnica i d'eivissenca, a més de la base d'una cisterna oval.

### Història Medieval
El lloc de Pià (Apianum) és documentat des del 901, quan els vescomtes de Narbona vengueren aquest lloc a la seva filla Adalinda i al seu marit, Ponç, reservant-se'n, però, l'usdefruit. El 925, la vescomtessa Arsinda, que havia quedat vídua de Leudoví van vendre els drets que tenien en aquesta vila i terme al bisbe d'Elna. Després el mateix bisbat va anar adquirint més possessions, a Pià, fins que els vescomtes de Narbona li donaren també l'església de Pià i els seus béns, a més de vinyes a l'entorn del poble.
Els senyors de Pià eren els Salses, però a través d'una branca de la mateixa família, que prengué el cognom de Pià entre els segles xi i xiii. El 1205 Arnau de Salses concedí als habitants de Pià una carta de franqueses que els alliberava dels mals usos i al cap 40 anys, els mateixos senyors en cedien el domini a l'arquebisbe de Narbona, qui en fou senyor fins al 1569. Aquell any el comprà un burgès perpinyanès, Bertran Joli. Els arquebisbes narbonesos feren aixecar el castell de Pià. Una làpida recentment redescoberta diu que la construcció es va acabar el 1249.

### Història Moderna
A principi del segle xvii el senyoriu era en mans dels Oms, que el traspassaren als Delmàs a través d'un enllaç matrimonial. Els Delmàs n'eren senyors en el moment de la Revolució Francesa.

## Activitat econòmica
Antigament amb problemes per a obtenir aigua per a la irrigació, Pià ha experimentat una millora important després de la construcció del pantà de Vinçà. Als sectors més secs, la meitat de les terres de conreu, es conrea vinya que dona vi de qualitat en una tercera part dins de la denominació d'origen Ribesaltes, i dos terços per a elaborar vins comuns. En aquells sectors on arriba l'aigua per al rec, s'ha desenvolupat molt el conreu d'hortalisses (escaroles, espàrrecs, enciams, tomàquets, productes primerencs, julivert, carxofes, pastanagues i col-i-flors. El conreu de fruiters és quasi exxclusivament dedicat als albercoquers.
La proximitat de Perpinyà i el creixement de Pià van molt en detriment, però, de l'agricultura, ja que es veu que any rere any va perdent pes i extensió a Pià el sector primari,
Hi ha dues cooperatives agrícoles; una, la de Compres i Aprovisionaments dels Pirineus Orientals, i la Vitícola. Com ja ha quedat apuntat anteriorment, en els darrers vint anys s'han desenvolupat molt els sectors comercial i industrial, al voltant de l'antic mas de la Garriga.

## Demografia

### Demografia antiga
La població està expressada en nombre de focs (f) o d'habitants (h).
| Evolució demogràfica de Pià entre 1358 i 1790 | Evolució demogràfica de Pià entre 1358 i 1790 | Evolució demogràfica de Pià entre 1358 i 1790 | Evolució demogràfica de Pià entre 1358 i 1790 | Evolució demogràfica de Pià entre 1358 i 1790 | Evolució demogràfica de Pià entre 1358 i 1790 | Evolució demogràfica de Pià entre 1358 i 1790 | Evolució demogràfica de Pià entre 1358 i 1790 | Evolució demogràfica de Pià entre 1358 i 1790 | Evolució demogràfica de Pià entre 1358 i 1790 | Evolució demogràfica de Pià entre 1358 i 1790 | Evolució demogràfica de Pià entre 1358 i 1790 | Evolució demogràfica de Pià entre 1358 i 1790 | Evolució demogràfica de Pià entre 1358 i 1790 | Evolució demogràfica de Pià entre 1358 i 1790 | Evolució demogràfica de Pià entre 1358 i 1790 | Evolució demogràfica de Pià entre 1358 i 1790 |
| 1358                                          | 1365                                          | 1378                                          | 1424                                          | 1470                                          | 1515                                          | 1553                                          | 1643                                          | 1709                                          | 1720                                          | 1730                                          | 1755                                          | 1765                                          | 1767                                          | 1774                                          | 1789                                          | 1790                                          |
| --------------------------------------------- | --------------------------------------------- | --------------------------------------------- | --------------------------------------------- | --------------------------------------------- | --------------------------------------------- | --------------------------------------------- | --------------------------------------------- | --------------------------------------------- | --------------------------------------------- | --------------------------------------------- | --------------------------------------------- | --------------------------------------------- | --------------------------------------------- | --------------------------------------------- | --------------------------------------------- | --------------------------------------------- |
| 155 f                                         | 167 f                                         | 76 f                                          | 26 f                                          | 70 f                                          | 56 f                                          | 49 f                                          | 69 f                                          | 108 f                                         | 177 f                                         | 165 f                                         | 222 f                                         | 600 h                                         | 820 h                                         | 165 f                                         | 220 f                                         | 1.092 h                                       |

Font: Pélissier 1986

### Demografia contemporània
| Evolució de la població |       |       |       |       |       |       |       |       |
| 1793                    | 1800  | 1806  | 1821  | 1831  | 1836  | 1841  | 1846  | 1851  |
| 976                     | 1.019 | 1.062 | 1.298 | 1.362 | 1.413 | 1.415 | 1.452 | 1.492 |

| 1856  | 1861  | 1866  | 1872  | 1876  | 1881  | 1886  | 1891  | 1896  |
| ----- | ----- | ----- | ----- | ----- | ----- | ----- | ----- | ----- |
| 1.529 | 1.552 | 1.583 | 1.656 | 1.777 | 1.876 | 1.953 | 1.903 | 1.854 |

| 1901  | 1906  | 1911  | 1921  | 1926  | 1931  | 1936  | 1946  | 1954  |
| ----- | ----- | ----- | ----- | ----- | ----- | ----- | ----- | ----- |
| 1.953 | 1.951 | 1.872 | 1.785 | 1.713 | 1.693 | 1.675 | 1,581 | 1.725 |

| 1962  | 1968  | 1975  | 1982  | 1990  | 1999  | 2006  | 2007  | 2012  |
| ----- | ----- | ----- | ----- | ----- | ----- | ----- | ----- | ----- |
| 1.937 | 2.147 | 2.503 | 3.226 | 4.105 | 5.120 | 6.882 | 7.134 | 7.955 |

| 2013  | - | - | - | - | - | - | - | - |
| ----- | - | - | - | - | - | - | - | - |
| 8.284 | - | - | - | - | - | - | - | - |

Fonts: Ldh/EHESS/Cassini fins al 1999, després INSEE a partir deL 2004

### Evolució de la població

Població 1962-2008

## Administració i política

### Els batlles[13]
| Període                           | Nom                    | Opció política | Comentaris |
| --------------------------------- | ---------------------- | -------------- | ---------- |
| 1884 - 1900                       | Jules de Lamer         |                |            |
| 1900 - 1904                       | Joseph Bobo            |                |            |
| 1904 - 1910                       | Joseph Carrère         |                |            |
| 1910 - 1912                       | Bonaventure Guisonnier |                |            |
| 1912 - 1929                       | Joseph Cassagnes       |                |            |
| 1929 - 1945                       | Jean Bataille          |                |            |
| 1945 - 1947                       | Lucien Roca            |                |            |
| 1947 - 1960                       | François Cassagnes     |                |            |
| 1960 - 1975                       | Gaston Fontanell       |                |            |
| 1975 - Març del 1983              | François Gorgorio      |                |            |
| Març del 1983 - Juny del 2015     | Guy Parès              | PCF            |            |
| Setembre del 2015 - Moment actual | Michel Maffre          | PSF            |            |

### Legislatura 2015 - 2020
Batlle
- Michel Maffre.

Adjunts al batlle
- 1r: Marie-José Ruiz. Consellera delegada en el Pol de cohesió social
- 2n: Pierre Roura. Conseller delegat d'Administració general i Finances comunals
- 3r: Serge Bobo. Conseller delegat d'Agricultura i Quadre de vida
- 4t: Renée Garci-Nuno. Consellera delegada d'Afers socials
- 5è: Yves Villalongue. Conseller delegat de Prevenció, Seguretat i Vida associativa
- 6è: Martine Fougerit. Consellera delegada d'Afers escolars, Infància i Cultura
- 7è: Sylvie Anglade. Consellera delegada d'Animació i Festes
- 8è: Henri Rosique. Conseller delegat de Grans obres i Aigua
- 9è: Cédric Dixmier. Conseller delegat d'Urbanisme.

Consellers municipals
- Marie-Thérèse Durand. Consellera delegada de Petita Infància
- Regis Cayro. Conseller delegat d'Esports
- Marie-Françoise Bonnet
- André Clerc
- Estella Blanc
- Jany Balent
- Michel Aginor
- Monique Verdaguer
- José Benkadour
- Amandine Martina
- Jean-Louis Capdevielle
- René Martinez. Conseller a l'oposició
- Nicole Durand. Conseller a l'oposició
- Jean-Claude Privat. Conseller a l'oposició
- Emilie Le Corre. Conseller a l'oposició
- Louis Maribaud. Conseller a l'oposició
- Jérôme Palmade. Conseller a l'oposició
- Martine Guérin. Conseller a l'oposició.

### Adscripció cantonal

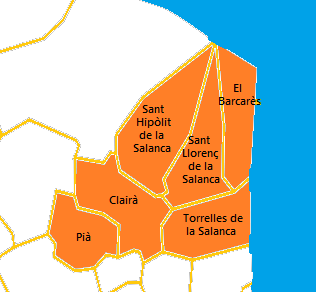
Mapa del Cantó de la Costa Salanquesa

El 1790, la comuna de Pià fou inclosa en el nou cantó de Sant Llorenç de la Salanca. El 24 de prairial de l'any VII (12 de juny del 1799), fou transferida al cantó de Ribesaltes. El 1801, Pià passà al cantó de Perpinyà Oest, i hi va romandre fins al 13 de juliol del 1973, quan aquest cantó fou suprimit. Aleshores Pià fou integrat en el cantó de Perpinyà 7. Finalment, el 1985, Pià retornà al cantó de Ribesaltes.
Amb motiu de les eleccions departamentals del 2015, Pià ha estat inclòs en la nova agrupació de La Costa Salanquesa, cantó número 4, formada pel Barcarès, Clairà, Pià, Sant Hipòlit de la Salanca, Sant Llorenç de la Salanca i Torrelles de la Salanca. Els consellers departamentals triats en aquesta elecció per aquest cantó han estat Madeleine Garcia-Vidal, del DVG (Divers de gauche), batllessa de Sant Hipòlit de la Salanca des del 1983, i Joseph Puig, de Centre, batlle de Clairà i President de la Comunitat de comunes Salanca - Mediterrani.

## Cultura
La llar d'infants Les trois chatons és el primer pas de l'escolarització dels nens del poble; en acabat, passen a l'escola maternal Marie Curie. A Pià hi ha, encara, l'escola elemental François Mitterrand, on es cursen els estudis primaris. La secundària es pot cursar en el col·legi Jean Rous, que serveix també els estudiants de Bonpàs. Pel que fa als estudis superiors, els joves de Pià els prossegueixen en els liceus de Perpinyà o de Ribesaltes.
El Pià Rugby XIII és el club de rugby a XIII del poble Pià. Aquest club va ser fundat el 1960. Els jugadors de l'equip juguen a l'Estadi Daniel Ambert de Pià amb una capacitat de fins a 4.500 persones. El club s'ha emportat 3 Campionats de França els anys 1995, 2006 i 2007, així com 3 Copes de França els anys 1975, 2006 i 2007. Es considera el tercer club en importància de la Catalunya Nord, en el món del rugbi.